# Hans Nisblé
Hans Walter Peter Nisblé (* 28. März 1945 in Berlin; † 11. Januar 2022) war ein deutscher Landes- und Kommunalpolitiker (SPD).

## Werdegang
Nisblé war 1985 Mitglied des Berliner Abgeordnetenhauses. Im Januar 1986 wurde er zum Bezirksstadtrat für Sozialwesen im Berliner Bezirk Wedding gewählt. Vom 17. November 1994 bis zur Auflösung des Bezirks zum 1. Januar 2001 war er Bezirksbürgermeister im Wedding. Nach der Bezirksfusion war er von Januar bis November 2001 Bezirksstadtrat für Gesundheit und Soziales und Stellvertretender Bezirksbürgermeister von Berlin-Mitte.
Hans Nisblé war von Oktober 2004 bis November 2015 Landesvorsitzender der Arbeiterwohlfahrt Berlin.

## Ehrungen
- 2007: Verdienstkreuz am Bande der Bundesrepublik Deutschland
- 2015: Marie-Juchacz-Plakette der Arbeiterwohlfahrt
- 2016: Stadtältester von Berlin